# Ceratina minima
Ceratina minima (лат.) — вид пчёл рода Ceratina из семейства Apidae (Xylocopinae).

## Распространение
Южная Америка: Бразилия, Тринидад и Тобаго.

## Описание и этимология
Мелкие пчёлы, длина тела менее 1 см. Тело слабопушенное, буровато-чёрное, металлически блестящее с грубой скульптурой. От близких видов (Ceratina piracicabana) отличается следующими признаками: основная окраска  тёмно-зеленая, металлически блестящая; крупное удлинённое жёлтое пятно есть на диске наличника; покровы наличника полированные, гладкие. Лицо нормальное, швы неглубокие; голова почти голая, с обширными непунктированными участками; передние голени и лапки тёмные. Вид был впервые описан в 1909 году немецким энтомологом Генрихом Фризе (Heinrich Friese; 1860—1948).
Биология не исследована. Основные находки вида приходятся на декабрь.
Вид включён в состав неотропического подрода C. (Ceratinula) Moure, 1941.